# Sol do Sul
Sol do Sul é uma canção da cantora e compositora brasileira Daniela Mercury, incluída em seu nono álbum estúdio, Canibália (2009). A canção foi composta por Daniela Mercury com parceria de seu filho, Gabriel Povoas. Lançado como terceiro e último single do álbum em dia 24 de agosto de 2009.